# Североизточна Англия
Североизточна Англия (на английски: North East England) е регион в западна Англия. Включва церемониалните графства Нортъмбърланд, Дърам, Тайн и Уиър и част от Северен Йоркшър. Населението на региона е 2 644 727 жители (по приблизителна оценка от юни 2017 г.).